# Emmanuel Gambardella
Pour les articles homonymes, voir Gambardella.
Emmanuel Gambardella, né le 3 juillet 1888 à Sète et mort le 30 août 1953 à Montpellier, est un journaliste sportif français qui devient dirigeant de football.

## Biographie
Élève du collège municipal de sa ville natale, il découvre le football et participe à la fondation  de l'AS sétoise en 1904. Tout en gardant les buts de l'équipe première, il assure le secrétariat du club et siège en 1909 au comité régional de l'Union des sociétés françaises de sports athlétiques (USFSA). Après le service militaire de 1910 à 1912 et la mobilisation de 1914 à 1919, il prend la charge, aux côtés du vice-président Georges Bayrou, du secrétariat administratif du Football Club de Sète 34 (FC Sète) devenu depuis la guerre le principal acteur local du ballon rond.

### Journaliste
La rédaction du bulletin imprimé du club, Les dauphins, le conduit vers le journalisme dans le quotidien du soir de la ville, L'information méridionale, dès février 1921, puis dans la feuille spécialisée créée en mai, L'information sportive méridionale, avant l'appel l'année suivante à la tête de la rédaction du Languedocien sportif à Montpellier, puis de 1928 à 1930, d'un hebdomadaire nîmois dont l'extension des ambitions géographiques se trouve affirmée en 1929 par le titre des Sports du Sud-Est. 
Il participe, de 1930 à 1933, à la tentative malheureuse de lancement d'un troisième quotidien montpelliérain, Le Sud, et apporte sa compétence à plusieurs feuilles parisiennes, en même temps qu'au Petit méridional, tout en abordant des sujets plus variés au Républicain du Gard, le journal nîmois du soir étroitement lié au Sports du Sud-Est où il revient de 1932 à la disparition en 1938. Nommé chevalier de la Légion d'honneur en 1935, il préside le syndicat des journalistes professionnels de Montpellier. La guerre et la défaite le ramènent à L'information sportive méridionale.
Membre de l'équipe des fondateurs du Midi libre lancé le 27 août 1944, il est porté à la présidence de son conseil d'administration après la crise qui secoue le quotidien montpelliérain l'année suivante. À côté de ses responsabilités administratives, il apporte au Midi libre, avec une coopération à la rubrique sportive, une chronique montpelliéraine tout en assumant la responsabilité des programmes de la station locale de radiodiffusion.

### Librettiste
Cependant le music-hall ne procure pas une audience très large aux revues dont il écrit les paroles dès 1920, et ce n'est qu'exceptionnellement que l'un de ces spectacles s'impose hors du Languedoc avec un succès à Nice pendant l'été 1925. Le librettiste, qui a bien réussi avec une opérette à Bordeaux en 1923, échoue avec une autre à Paris en 1928.
Emmanuel Gambardella, librettiste, a, pour le moins, écrit deux revues :
- La Revue de Comoedia, créée le 16 Mars 1922 au Comoedia-Théâtre de Cette (devenue Sète début 1928) comportant 1 prologue, 2 actes et 21 Tableaux. La mise en scène était faite par Danam et l'orchestration musicale par M. Paoli. A noter que le rôle de "Compère" était tenu par C. Tori, de son vrai nom Henri Coulon, séto-cettois, lui-même frère de Jean Rodor (né Pierre-Philippe-Jean Coulon à Sète)  grand auteur de célèbres chansons mises en musique par Vincent Scotto...
- La Revue "Vous y Viendrez" dont il fut le parolier et qui fut jouée à Cette (Sète) avec la Tournée Paul Villa. Cette revue, dite "à grand spectacle" se composait d'un prologue, deux actes et huit tableaux.
Ces éléments sont issus de deux livrets originaux.

### Le football professionnel
Quant à l'homme de football, s'il est éclipsé sur le  plan local par Bayrou qui préside le FC Sète, il est appelé, avec le journaliste parisien Gabriel Hanot, comme expert à la commission créée en 1929 par la Fédération française de football association (FFFA) pour étudier le statut du joueur rétribué. Sa contribution décisive à l'instauration du professionnalisme en 1932 est reconnue par la fédération : présidence de la commission du championnat de France professionnel, vice-présidence de la commission de classement et du statut des joueurs professionnels. Après la Libération ses fonctions éditoriales au Midi libre qu'il conserve jusqu'à sa mort, ne l'empêchent pas de conduire, à la tête du groupement des clubs autorisés, la restauration du football professionnel à travers la création de la Ligue de football professionnel. Il succéde ensuite à Jules Rimet à la présidence de la Fédération française de football (FFF) de 1949 à son décès en 1953.

## Distinctions et notoriété
Emmanuel Gambardella est commandeur de la légion d'Honneur en 1935.
Après son inhumation au cimetière marin de Sète, son nom est donné en 1953 à la coupe nationale des juniors.